# Polyrhaphis testacea
Polyrhaphis testacea är en skalbaggsart som beskrevs av Lane 1965. Polyrhaphis testacea ingår i släktet Polyrhaphis och familjen långhorningar. Inga underarter finns listade i Catalogue of Life.